# Scaphidysderina iguaque
Espèce
Scaphidysderina iguaque est une espèce d'araignées aranéomorphes de la famille des Oonopidae.

## Distribution
Cette espèce est endémique du département de Boyacá en Colombie,. Elle se rencontre à Cabaña Carrizal dans le sanctuaire de faune et de flore d'Iguaque vers 2 850 m d'altitude dans la cordillère Orientale.

## Description
Le mâle holotype mesure 2,43 mm.

## Étymologie
Cette espèce est nommée en référence au lieu de sa découverte, le sanctuaire de faune et de flore d'Iguaque.

## Publication originale
- Platnick & Dupérré, 2011 : The Andean goblin spiders of the new genus Scaphidysderina (Araneae, Oonopidae), with notes on Dysderina. American Museum Novitates, no 3712, p. 1-51 (texte intégral).